# Vita Kin

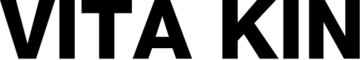
Logo designérky

Vita Kin (* 25. listopadu 1969, Kyjev) je ukrajinská návrhářka, módní návrhářka a fotografka. Vytvořila oděvní řadu Vyshyvanka by Vita Kin, která vycházela z outfitů zdobených kontrastními výšivkami.

## Životopis
Vita Kin se narodila 25. listopadu 1969. Více než 10 let se věnuje reklamní a módní fotografii. Její práce byly často k vidění v předních časopisech na Ukrajině.

### Návrhářka
Vita Kin se proslavila díky kolekci originálních plátěných výšivek, kterou v roce 2013 pojmenovala Vyshyvanka by Vita Kin. První kolekce ztělesňovaly ukrajinské dědictví a byly vydány pod heslem Chic Nationale. Postupem času se Vita Kin začala zajímat o jiné kultury světa a inspirovat je k vytváření nových obrazů. Protože má ráda ozdoby, přišla s nápadem vyrábět autentické svetry.

### Uznání
V roce 2014 Vita Kin vytvořila kolekci vyšívaných šatů. Na pařížském týdnu módy 2015 byla Vita Kin uvedena ve Vogue a Harper's Bazaar za prezentaci výšivek jako moderního bohémského stylu, který přitahoval módní ikony jako Anna Dello Rousseau, Myroslava Duma a Leandra Medina. Ve stejném roce The Wall Street Journal označil vyšívané košile Vity Kin za nejoblíbenější letní šaty roku 2015.
Výroba je omezená, protože ke každému produktu se přistupuje individuálně. Šaty od Vity Kin byly viděny na celebritách a stylových divech, jako je královna Nizozemska Máxima Nizozemská, první dáma Ukrajiny - Marina Porošenková a Olena Zelenská, dále Demi Moore, Dita Von Teese, Florence Welchová, Xenija Sobčaková, Džamala a mnoho dalších.

### Tvorba
Při vytváření kolekcí čerpá Vita Kin inspiraci z cestování, architektury a mixu kultur. V roce 2018 představila společnou kolekci se značkou Eres. V roce 2019 představila novou kolekci. Nové šaty Vita Kin - volná kreativní kombinace designových řešení z různých kultur: střih je inspirován etnickými kostýmy obyvatel severní Afriky a barevnými vzory - řemeslné dědictví národů Střední Asie. Průměrná cena šatů je 1,5 tisíc liber.

## Ocenění
- 2015 - Best Fashion Awards, v kategorii "Průlom roku"[16]